# 사브리나 사투
사브리나 사토(Sabrina Sato, 1981년 2월 4일 ~ )는 브라질의 텔레비전 진행자, 배우이다.

## 출연 작품

### 영화
- 아스테릭스 3 - 바이킹스
- 쿰바: 반쪽무늬 얼룩말의 대모험